# Giovanni Saldarini
Giovanni Saldarini (Cantù, 11 dicembre 1924 – Milano, 18 aprile 2011) è stato un cardinale e arcivescovo cattolico italiano.

## Biografia
Nasce a Cantù, in provincia di Como e arcidiocesi di Milano, l'11 dicembre 1924, da Mario e Adele Carugati. Il 21 dicembre viene battezzato nella parrocchia di San Michele Arcangelo a Cantù. Riceve la cresima dal cardinale Alfredo Ildefonso Schuster.

### Formazione e ministero sacerdotale
Nel 1938 entra nel seminario di San Pietro Martire di Seveso.
Il 31 maggio 1947 è ordinato presbitero, nella cattedrale di Milano, dal cardinale Alfredo Ildefonso Schuster.
Dopo l'ordinazione prosegue gli studi e ottiene la licenza in teologia nella Facoltà teologica dell'Italia settentrionale e quella in sacra scrittura presso il Pontificio Istituto Biblico a Roma.
Tornato nell'arcidiocesi, insegna lettere presso il collegio arcivescovile di Desio, dal 1947 al 1949, e sacra scrittura nel seminario di Venegono Inferiore, dal 1952 al 1967.
Nel 1967 il cardinale Giovanni Colombo lo nomina parroco dei Santi Ambrogio e Simpliciano a Carate Brianza; nel 1974 diventa prevosto della basilica di San Babila a Milano.
Nel 1979 riceve il titolo di prelato d'onore di Sua Santità.
Il 17 marzo 1982 l'arcivescovo Carlo Maria Martini lo nomina vicario episcopale della zona pastorale I di Milano. Il 18 giugno 1983 è nominato provicario generale e dal 21 settembre seguente inizia a far parte del capitolo dei canonici del duomo di Milano.

### Ministero episcopale e cardinalato
Il 10 novembre 1984 papa Giovanni Paolo II lo nomina vescovo ausiliare di Milano e vescovo titolare di Gaudiaba; riceve l'ordinazione episcopale il 7 dicembre successivo, nella cattedrale di Milano, dal cardinale Carlo Maria Martini, co-consacranti il cardinale Giovanni Colombo e il vescovo Giulio Oggioni.
Il 31 gennaio 1989 papa Giovanni Paolo II lo nomina arcivescovo metropolita di Torino; succede al cardinale Anastasio Alberto Ballestrero, dimessosi per raggiunti limiti di età. Il 19 marzo prende possesso dell'arcidiocesi.
Il 15 maggio 1990 al 25 maggio 1995 è vicepresidente per l'Italia settentrionale della Conferenza Episcopale Italiana.
Il 18 agosto 1990 è nominato custode pontificio della Santa Sindone, succedendo anche in questo caso al cardinale Ballestrero.
Nel 1990 chiede al papa di procedere con la beatificazione di don Filippo Rinaldi (il 3º successore di don Bosco), il 29 aprile, di Pier Giorgio Frassati, il 20 maggio e del canonico Giuseppe Allamano (fondatore delle congregazioni dei Missionari e delle Missionarie della Consolata), il 7 ottobre. Il 7 maggio 1995 presenta la stessa richiesta per Giuseppina Bonino.
Nel concistoro del 28 giugno 1991 papa Giovanni Paolo II lo crea cardinale presbitero del Sacro Cuore di Gesù a Castro Pretorio.
Il 13 novembre 1994 indice il sinodo diocesano, che si conclude il 7 dicembre 1996.
Il 19 giugno 1999 lo stesso papa accoglie la sua rinuncia al governo pastorale dell'arcidiocesi, presentata per motivi di salute; gli succede Severino Poletto, fino ad allora vescovo di Asti.
L'11 dicembre 2004 compie 80 anni e in base a quanto disposto dal motu proprio Ingravescentem Aetatem di papa Paolo VI del 1970, decadono tutti gli incarichi ricoperti nella Curia romana e con essi il diritto di entrare in conclave.
Muore a Milano il 18 aprile 2011 dopo una lunga malattia all'età di 86 anni. Dopo i funerali, celebrati il 20 aprile, viene sepolto nella cattedrale di Torino vicino alla tomba del beato Piergiorgio Frassati.

## Genealogia episcopale e successione apostolica
La genealogia episcopale è:
- Cardinale Scipione Rebiba
- Cardinale Giulio Antonio Santori
- Cardinale Girolamo Bernerio, O.P.
- Arcivescovo Galeazzo Sanvitale
- Cardinale Ludovico Ludovisi
- Cardinale Luigi Caetani
- Cardinale Ulderico Carpegna
- Cardinale Paluzzo Paluzzi Altieri degli Albertoni
- Papa Benedetto XIII
- Papa Benedetto XIV
- Papa Clemente XIII
- Cardinale Enrico Benedetto Stuart
- Papa Leone XII
- Cardinale Chiarissimo Falconieri Mellini
- Cardinale Camillo Di Pietro
- Cardinale Mieczysław Halka Ledóchowski
- Cardinale Jan Maurycy Paweł Puzyna de Kosielsko
- Arcivescovo Józef Bilczewski
- Arcivescovo Bolesław Twardowski
- Arcivescovo Eugeniusz Baziak
- Papa Giovanni Paolo II
- Cardinale Carlo Maria Martini, S.I.
- Cardinale Giovanni Saldarini

La successione apostolica è:
- Vescovo Pier Giorgio Micchiardi (1991)
- Vescovo Giuseppe Anfossi (1995)